# Forsthaus Semmelei
Forsthaus Semmelei ist ein Wohnplatz im Ortsteil Freidorf der Gemeinde Halbe im Landkreis Dahme-Spreewald in Brandenburg.

## Geografische Lage
Der Wohnplatz liegt südwestlich des Gemeindezentrums und dort nördlich des Ortsteils Freidorf. Er grenzt mit ihm im Westen an Radeland und Dornswalde (beides Ortsteile von Baruth/Mark), im Süden an Staakow (ein Ortsteil von Rietzneuendorf-Staakow) sowie im Südosten an Briesen und im Osten an Oderin – ebenfalls Ortsteile von Halbe. Der überwiegende Teil des Gebietes ist bewaldet. Nördlich quert der Moorkulturgraben den Wohnplatz, südwestlich liegt der Schmolsee, südlich der Schäfersee. Der Wohnplatz ist über die Straße Försterei Semmelei mit Freidorf im Süden und Halbe im Norden angebunden.

## Geschichte und Etymologie
Auf der Gemarkung bestand im Jahr 1706 südlich des Schmolluchs ein Pechofen mit einem Picher, der als „zu Teurow“ gehörig beschrieben wurde, demnach dem Gut Teurow gehörte. Dort war bereits um 1700 ein Gottfried Semmler tätig. 1718 gelangte der Ofen in die Herrschaft Königs Wusterhausen, die ihn 1725 an den Teerschweler Martin Semmler aus Baruth/Mark verpachtete. 1745 wurde dieser Teerofen sowie ein Picher nochmals erwähnt. Die erste urkundliche Erwähnung des Ortes findet sich im Jahr 1774 als Semmeley mit einem Teerofen bei Freidorf.
1801 entstand ein Forsthausmit zwei Einliegern; es gab drei Feuerstellen (=Haushalte). 1840 gab es vier Wohnhäuser, das Forsthaus und ein Erbpachtgut. 1860 entstand eine Kolonie mit drei Wohn- und acht Wirtschaftsgebäuden, darunter der Teerofen. Daran angeschlossen war das Forsthaus Semmelei mit einem Wohn- und drei Wirtschaftsgebäuden. Durch die Kolonie wurden 53 Morgen Ackerland, 30 Morgen Wiese sowie fünf Morgen Gartenland bewirtschaftet. Weitere vier Morgen waren durch Gehöfte bebaut. 1874 wurde in Staakow die Oberförsterei gebildet. Dazu wurden die Schutzbezirke Staakow, Freidorf, Massow und die Semmelei der Oberförsterei Hammer sowie die Meiereien Brand der Oberförsterei Klein Wasserburg aufgelöst. Kurze Zeit später entstand im Jahr 1882 aus den Jagen 1-70, 71a, 72 und 167 der Oberförsterei Staakow und durch Abtrennung der Oberförsterei Hammer der neue Forstgutsbezirk Semmelei.
1929 wurde der Gutsbezirk Semmelei aufgelöst. Einige Flächen gingen in die Gemeinden Staakow, Freidorf, Tornow, Neuendorf und Teurow. Die verbliebenen Flächen wurden mit weiteren Flächen aus dem Gutsbezirk Königs Wusterhausener Forst, der Hammerschen Heide und Staakow zu einem Gutsbezirk Wusterhausener Heide zusammengelegt. 1932 wurde das Forsthaus Semmelei zu einem Wohnplatz von Freidorf. 1973 entstand dort die Revierförsterei Semmelei.

## Kultur und Sehenswürdigkeiten

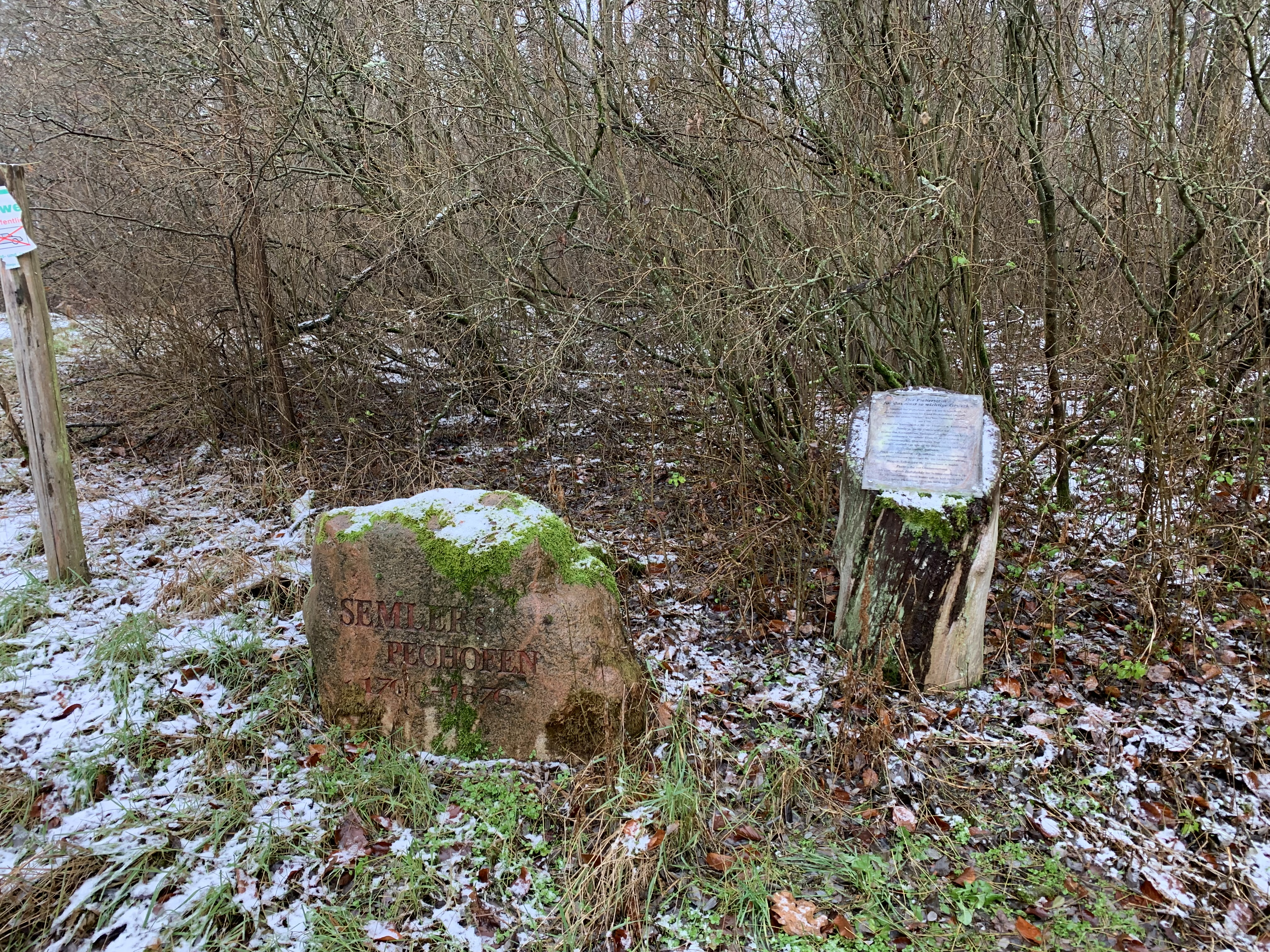
Gedenktafel an den Pechofen

- Picherstein nordwestlich der Wohnbebauung mit Findling „Semmlers Pechofen 1700–1876“

## Bevölkerungsentwicklung
| Jahr      | 1801 | 1817               | 1840 | 1858 | 1925 | 1939 |
| Einwohner | 26   | 172 (mit Freidorf) | 28   | 37   | 7    | 4    |